# Claude Marc
Claude Marc (1943) è un ex cestista francese.

## Carriera
Con la Francia ha disputato i Campionati europei del 1963, giocando 3 partite.